# Памятник Карелу Гавличеку-Боровскому (Чикаго)

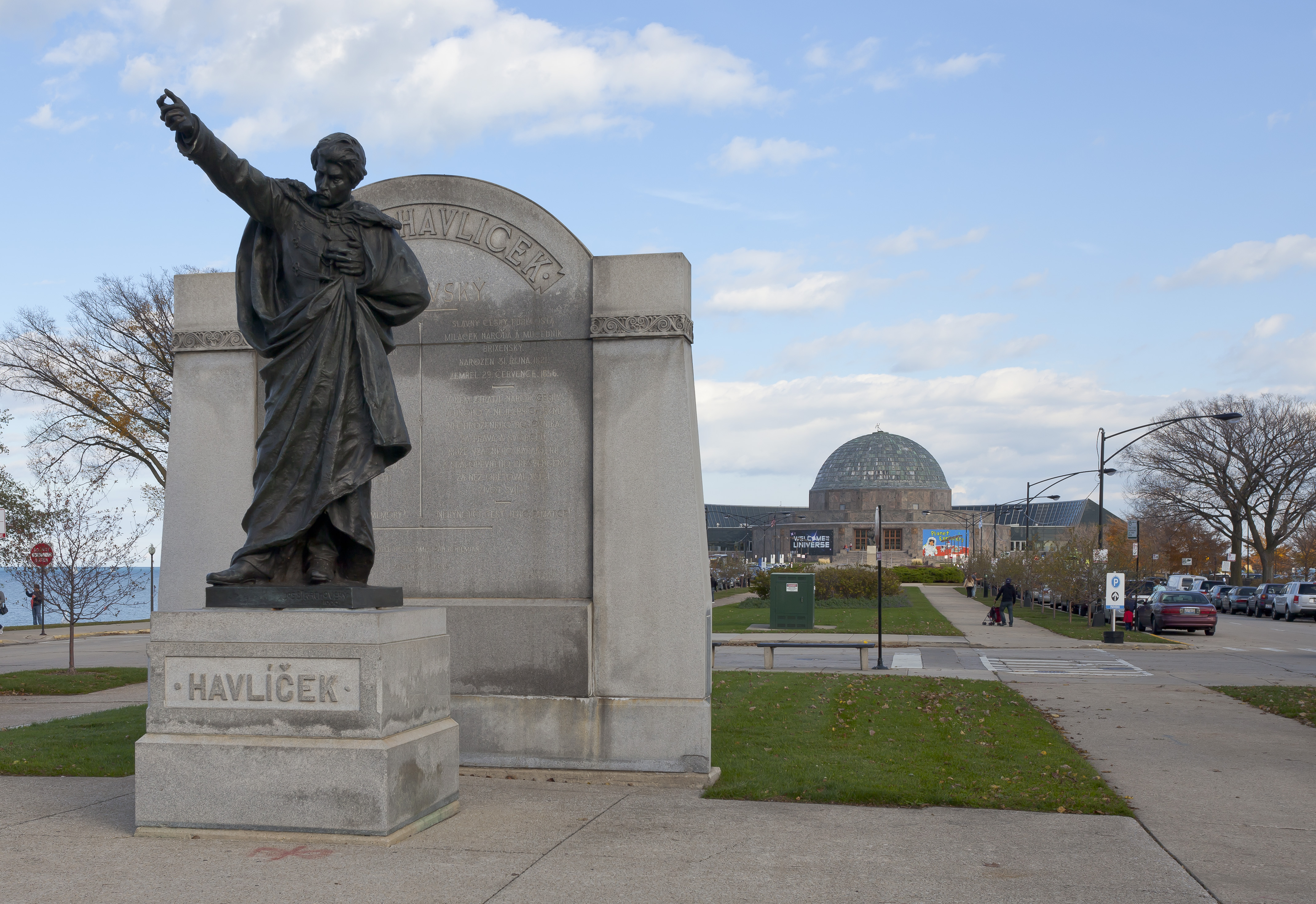

Памятник Карелу Гавличеку-Боровскому (англ. Karel Havlíček Monument) — монумент, установленный в Чикаго, штат Иллинойс, США, в честь Карела Гавличека-Боровского (1821—1856), основателя чешской журналистики, сатиры и литературной критики, которого как борца за национальное возрождение, пережившего гонения и ссылку, Вацлав Гавел называл «первым чешским диссидентом».
Монумент первоначально располагался в парке Douglas Park, неподалёку от Pilsen Park, позже в 1983 году состоялся его перенос в музейную парковую зону Северного острова в Чикаго между Планетарием Адлера и Филдовским музеем естественной истории.
Автор скульптор Йозеф Страховский. Открыт 30 июля 1911 года. В торжествах по случаю открытия памятника приняло участие 50 000 людей с чешскими корнями.
Памятник планировали открыть в 1906 году, к 50-летию со дня смерти будителя[прояснить], однако не сумели в срок собрать необходимые средства.
Памятник в том виде, в котором он был открыт в 1911 году, во многих источниках характеризовался как «парадный» и даже «помпезный». Это был большой монументальный комплекс — помимо фигуры, созданной скульптором, была возведена стена с декоративными уступами и вазами, на которой были высечены строки из произведений Гавличека-Боровского на чешском языке. До наших дней, однако, дошёл лишь её фрагмент.
Бронзовая статуя Гавличека-Боровского облачена в широкий плащ, который он придерживает левой рукой. Поднятая вверх правая рука, по-видимому, свидетельствует о том, что персонаж запечатлён в момент произнесения речи. Известно, что его эмоциональные пассионарные выступления как депутата австро-венгерского парламента пользовались большой популярностью.